# Közönséges bödice
A közönséges bödice (Scymnus frontalis) a katicabogárfélék családjába tartozó, Európában honos, levéltetvekkel táplálkozó bogárfaj.  

## Megjelenése
A közönséges bödice testhossza 2,6-3,2 mm. Alakja felülről ovális, szárnyfedői boltozatosan domborúak. A szárnyfedők feketék, finom szőrökkel borítottak. Közepén egy-egy nagy, ferdén megnyúlt tompavörös folt látható, amelyek nem érnek el a szárnyfedő pereméig. Ismert színváltozata, amelyiknek két-két foltja van, a második a test vége felé. Előtora fekete, a hím esetében pereme barna. A hím feje barna, a nőstényé fekete. Lábai és szájszervei is barnák.  
Lárváját fehér, viaszos szőrfürtök borítják sűrűn, amelyek jó védelmet biztosítanak a levéltetveket óvó hangyák támadásai ellen. Nem lehet megkülönböztetni a többi bödice lárvájától. 

### Hasonló fajok
A vállfoltos bödice nagyon hasonlít rá, de annak foltja leér a szárnyfedő pereméig. Más közeli rokonaitól csak a hím ivarszerv alakja alapján lehet megkülönböztetni.  

## Elterjedése
Európában honos, a Brit-szigetektől és a Pireneusoktól az Urálig. 

## Életmódja
Meszes vagy homokos talajú, ritkás vegetációjú száraz rétek, legelők, parlagok, útszélek, felhagyott iparterületek lakója. A kifejlett bogár és a lárva is ragadozó, kórókon, lágyszárú növényeken vadásznak levéltetvekre. Az imágó a száraz levelek között, fűcsomókban vészeli át a telet.  

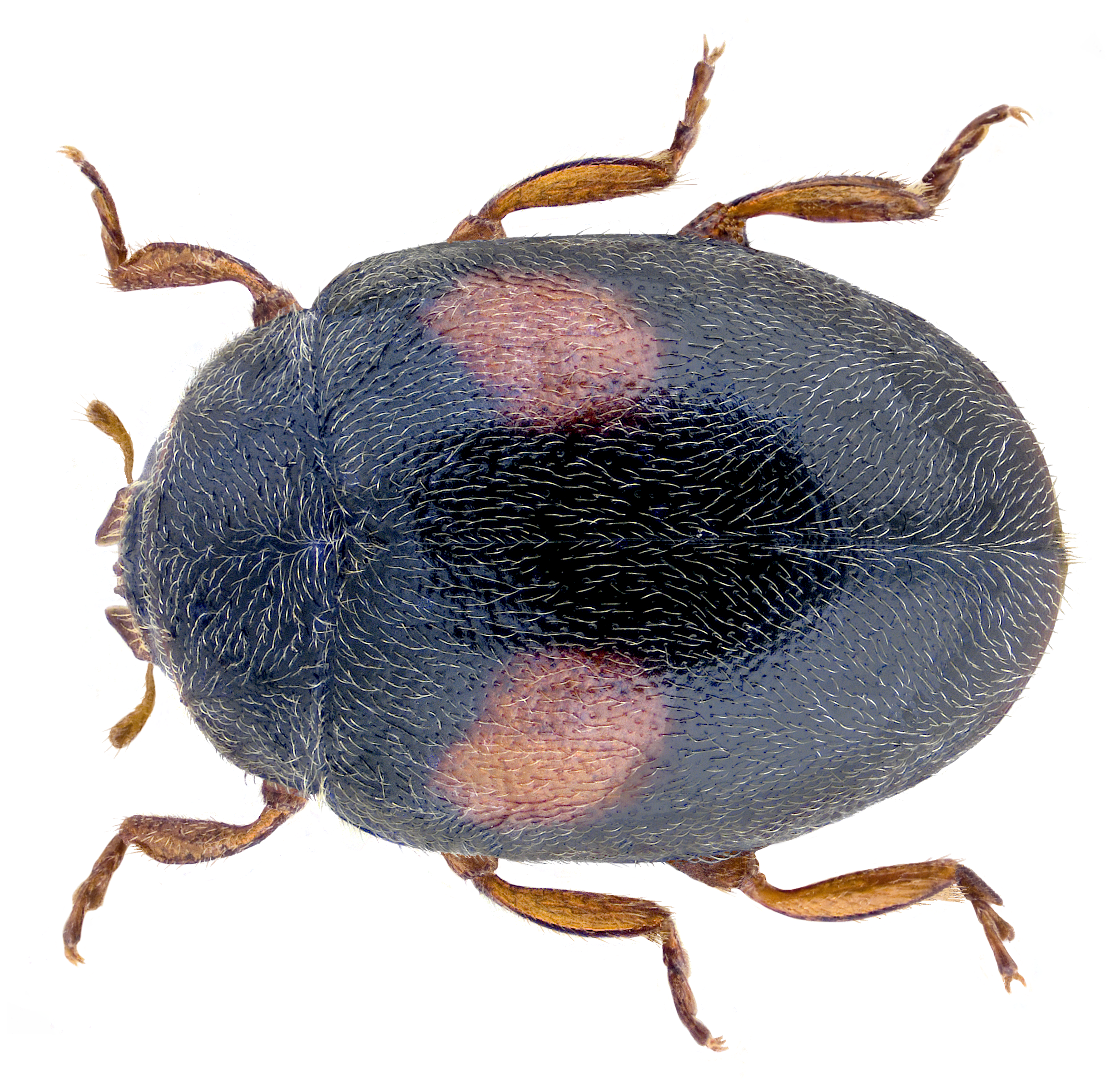
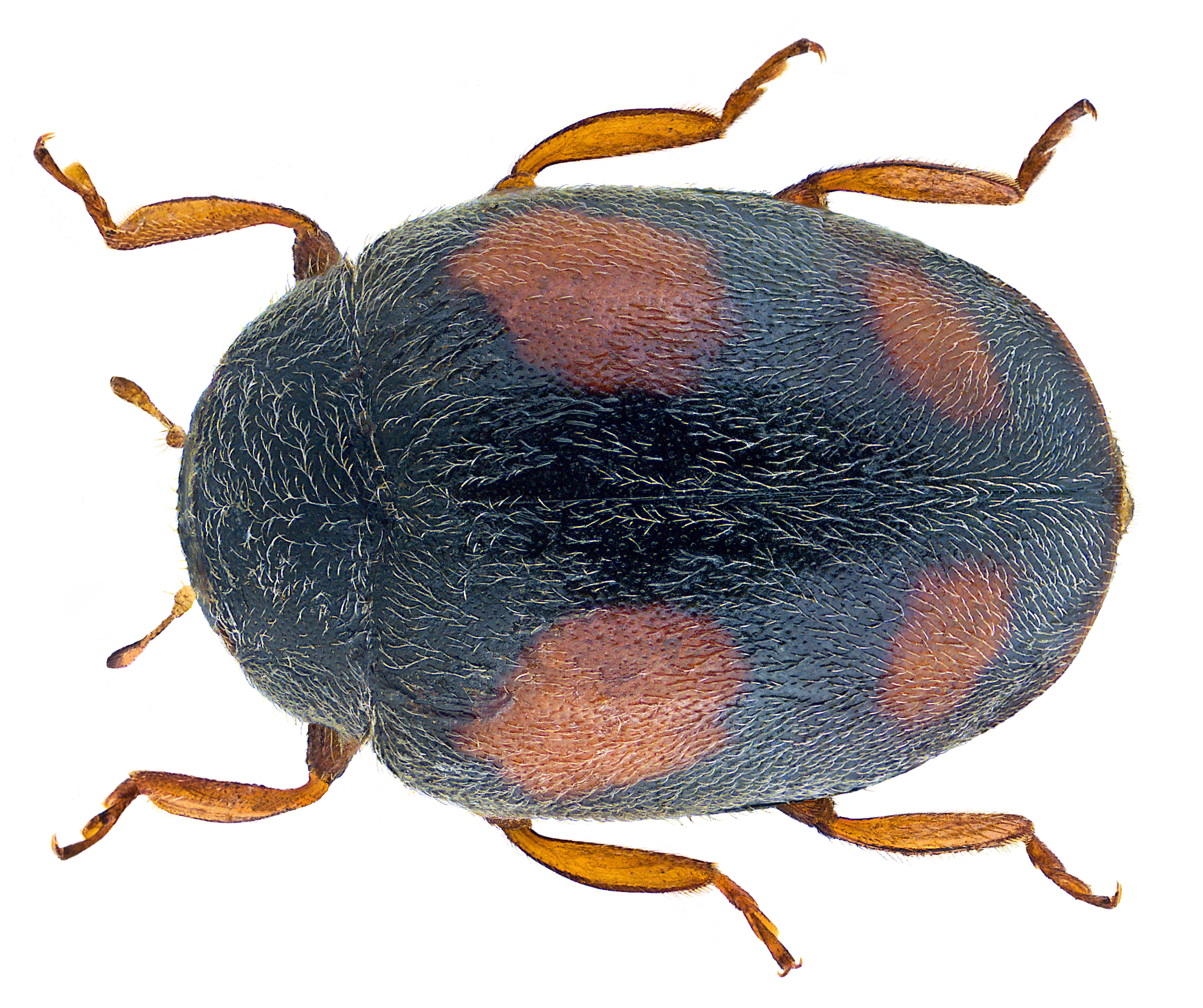
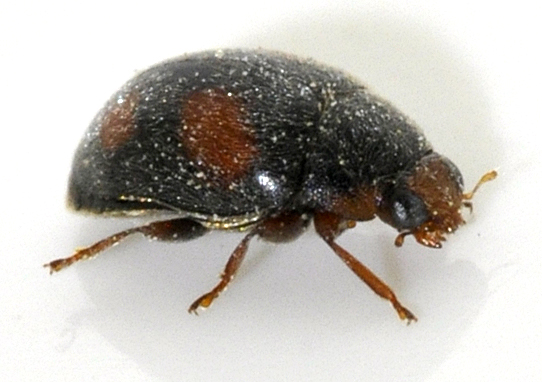
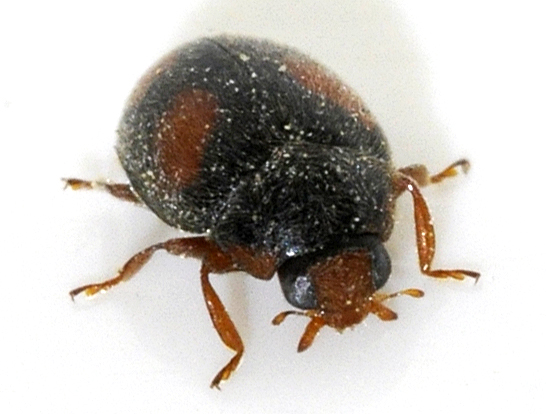
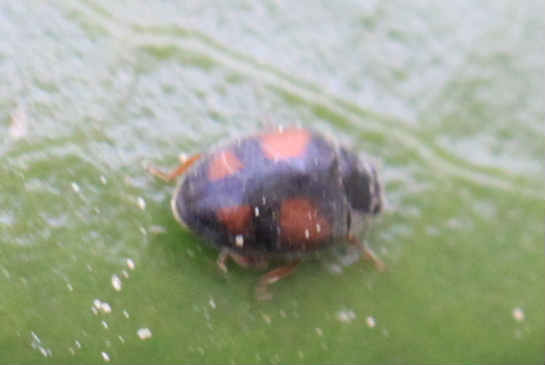

Magyarországon nem védett.